# ماري انتين
ماري انتين (بالإنجليزية: Mary Antin)‏ (و. 1881 – 1949 م) هي كاتبة من الولايات المتحدة الأمريكية .

## التعليم
تعلمت في جامعة كولومبيا.

## روابط خارجية
- ماري انتين على موقع الموسوعة البريطانية (الإنجليزية)
- ماري انتين على موقع إن إن دي بي (الإنجليزية)